# Áp thấp nhiệt đới Marty (1996)
Áp thấp nhiệt đới Marty, được biết đến tại Việt Nam với tên gọi Áp thấp nhiệt đới ngày 14 tháng 8 năm 1996 là một xoáy thuận nhiệt đới tuy nhỏ và yếu nhưng đã gây hậu quả rất nghiêm trọng. Hình thành trên đất liền miền Nam Trung Quốc vào ngày 12 tháng 8, Marty di chuyển vào vịnh Bắc Bộ, đi dọc ven biển các tỉnh từ Quảng Ninh đến Ninh Bình rồi đổ bộ Đồng bằng Bắc Bộ trong ngày 14.
Lũ lụt lịch sử do bão gây ra từ ngày 12 đến 20 tháng 8 cộng với ảnh hưởng của bão số 4 (Niki) ngay sau đó đã gây tổn thất 800 triệu USD và khiến hơn 100 người thiệt mạng tại miền Bắc Việt Nam. Đối với cơn bão này, chỉ có Trung tâm Cảnh báo Bão Liên hợp công nhận là bão còn Cơ quan Khí tượng Nhật Bản và Trung tâm Dự báo Khí tượng Thủy văn Việt Nam cho rằng đây là áp thấp nhiệt đới gần bờ.

## Lịch sử khí tượng
Vào ngày 12 tháng 8, một dải hội tụ nhiệt đới đã hút các khối mây dông hình thành nên một áp thấp nhiệt đới trên đất liền miền Nam Trung Quốc. Sau đó, hệ thống di chuyển xuống phía Nam, đi vào Vịnh Bắc Bộ và được Trung tâm Cảnh báo Bão Liên hợp (JTWC) đặt số hiệu 16W vào ngày 13. Cùng ngày, Trung tâm Dự báo Khí tượng Thủy văn Việt Nam (NCHMF) cũng đã phát tin cảnh báo áp thấp nhiệt đới gần bờ. Sang ngày 14, áp thấp nhiệt đới đổ bộ lên đất liền Đồng bằng Bắc Bộ (trung tâm là các tỉnh Hà Nam, Nam Định, Ninh Bình). Sau đó JTWC chính thức nâng cấp 16W thành cơn bão nhiệt đới và đặt tên quốc tế là Marty. Trong bản báo cáo cuối năm, JTWC cho rằng cơn bão đạt sức gió 50 knot (95 km/h) cùng áp suất 987hPa. Ngày hôm sau, JTWC đã đưa ra cảnh báo cuối cùng về cơn bão. Tuy nhiên, cơ quan khí tượng Nhật Bản (JMA) chỉ cho rằng nó là áp thấp nhiệt đới.

## Ảnh hưởng
Do Marty mạnh lên ở ngay sát đất liền, nên trong hai ngày 13 và 14 tháng 8, các tỉnh ven biển Đồng bằng Bắc Bộ và Thanh Hóa có gió mạnh cấp 6, riêng tại trạm khí tượng Văn Lý (Nam Định) ghi nhận có gió mạnh cấp 7 (theo thang sức gió Beaufort). Gió mạnh đã cuốn chìm 54 ngư dân làng chài Ngư Lộc, huyện Hậu Lộc, tỉnh Thanh Hóa.
Là một hệ thống nằm trên dải hội tụ nhiệt đới có trục vắt qua các tỉnh Bắc Bộ nên từ ngày 11 đến 20 tháng 8 năm 1996, áp thấp nhiệt đới Marty đã gây ra mưa lớn từ 100 đến 200mm (ở một số nơi đã có mưa 300-400mm) và gây ra lũ lụt kinh hoàng cho các tỉnh phía Bắc. Trong đó, mưa lớn nhất được ghi nhận tại Hồi Xuân (Thanh Hóa) với lượng 408 mm.
Trên hệ thống các sông ở miền Bắc đã xuất hiện đỉnh lũ lớn, nhiều sông vượt mốc lũ lịch sử của năm 1945 như sông Hồng, sông Thái Bình. Lũ đặc biệt lớn kéo dài nhiều ngày trên mức báo động 3 (theo thang cảnh báo lũ Việt Nam) đã làm hư hỏng toàn bộ hệ thống đê đồng bằng Bắc Bộ. Đặc biệt, lũ đã phá đê sông Gùa ở Hải Dương, đê Đức Long và đập Lạc Khoái ở sông Hoàng Long (Ninh Bình) làm hàng chục xã ngập chìm trong nước và hàng ngàn hộ dân phải di dời. Lũ đã làm 125 người chết, 107 người bị mất tích, thiệt hại lên đến 800 triệu USD, hàng ngàn hecta lúa hè thu bị úng cùng hàng ngàn công trình bị phá hủy.